# Philip Schyle
Philip Schyle (15 de Setembro de 1962, Numeá, Nova Caledónia) é um político franco-polinésio e membro do partido político O Porinetia To Tatou Ai'a. É também presidente do partido político Fetia Api. Schyle tornou-se Presidente da Assembleia da Polinésia Francesa em 9 de April de 2009.